# Cetanzahl
Die Cetanzahl ist ein Wert, der die Zündwilligkeit von Dieselkraftstoff beschreibt – je höher, desto zündwilliger. Je mehr unverzweigt aufgebaute Kohlenwasserstoffmoleküle anteilig im Kraftstoff enthalten sind, desto leichter entzündet er sich selbst. Dieses Verhalten ist bei Dieselmotoren erwünscht und eines der Funktionsprinzipien.

## Definition
Die Cetanzahl (CZ) eines Kraftstoffs gibt an, dass sich dieser genauso verhält wie ein Gemisch von n-Hexadecan und 1-Methylnaphthalin mit dem angegebenen Volumenanteil Cetan. Ein Gemisch aus 30 % zündfreudigem Hexadecan (Cetan) und 70 % zündträgem Methylnaphthalin hat die Cetanzahl 30.
Die alte Bezeichnung Cetan für n-Hexadecan hat ihren Ursprung in der Walindustrie. Ursprünglich wurde Cetylalkohol (1-Hexadecanol) aus dem Walrat des Pottwals gewonnen. Es ist dort verestert mit Fettsäuren als Wachs ein wesentlicher Bestandteil. Der Name Cetan stammt damit letztlich vom lateinischen cetus (deutsch ‚Wal‘) ab.
Statt 1-Methylnaphthalin wird auch das synthetisch zugängliche 2,2,4,4,6,8,8-Heptamethylnonan mit einer Cetanzahl von 15 als zündfähiger Treibstoff verwendet.

## Auswirkungen
Durch eine niedrige Cetanzahl kann der Zündverzug (die Zeit vom Einspritzen in den Zylinder bis zum Entzünden) zu hoch werden, sodass durch die schlagartige, explosionsartige Verbrennung ein lautes Verbrennungsgeräusch entsteht („Nageln“). Gewünscht ist jedoch keine Explosion, sondern eine kontrollierte, gerichtete Verbrennung. Neben der Einschränkung des Fahrkomforts sowie der Lärmbelastung der Umgebung wird der Motor durch das Nageln zudem unnötig hoch belastet, ebenso verschlechtern sich die Abgaswerte.
Das sogenannte „Kaltlaufnageln“, welches nach dem Kaltstart eines Dieselmotors anfänglich auftritt, ist harmlos.

## Cetanzahlanhebung
Dem Dieselkraftstoff können Tetranitromethan (stark krebserregend), Amylnitrat, Acetonperoxid (hochexplosiv, heute nicht mehr in Verwendung), Di-tert-butylperoxid oder 2-Ethylhexylnitrat zugegeben werden, um die Cetanzahl zu erhöhen und somit die Zündwilligkeit zu verbessern. Allerdings sind damit Nachteile wie erhöhte Giftigkeit, schlechtere Lagerstabilität und Mehrkosten verbunden.

## Bestimmung der Cetanzahl
Die Bestimmung der Cetanzahl erfolgt in Deutschland gemäß der DIN EN 16906 (früher: DIN 51773). Dazu wird ein spezieller Motor, der BASF-Motor oder CFR-Motor, verwendet. Die Zündwilligkeit wird bei einem definierten gleich bleibenden Zündverzug bestimmt. Der Zündverzug ist die Zeit zwischen dem Einspritzen und der Selbstentzündung des Kraftstoffes. Beim Testmotor geschieht dies durch Verändern der Ansaugluftmenge, welche wiederum den Verdichtungs- und Verbrennungsdruck bestimmt. Als Kontrollkraftstoffe kommen Dieselkraftstoffe bekannter Cetanzahl zum Einsatz. Deren Cetanzahl ist über Vergleichsmessungen mit anderen Motoren vorher ermittelt worden. Der Kontrollkraftstoff wird nur eingesetzt zur Überprüfung des motorischen Zustands des Prüfmotors.
Der Prüfmotor besitzt folgende Besonderheiten zur Bestimmung der Cetanzahl:
- Verstelleinrichtung für Kraftstoffeinspritzbeginn und Menge
- Anzeigeeinrichtung zur Bestimmung des Einspritzbeginns
- Einrichtung zur Bestimmung der angesaugten Luftmenge bei konstanter Drehzahl. Durch Drosselung der Luftmenge wird der Verdichtungsenddruck verringert.
- Messeinrichtung für Kraftstoffmenge
- Messeinrichtung für den Zündverzug

Nach kompletter Durchführung erhält der Kraftstoff beispielsweise die Bezeichnung:
- DIN51773-CZ-50,3 BASF, wobei die Zahl 50,3 die Cetanzahl darstellt.

Gerade bei Kraftstoffen und Kraftstoffgemischen mit hoher Zündunwilligkeit (Diesel-Alkohol-Gemische) oder bei Kraftstoffen mit stark veränderter Viskosität (Rapsöl) führt die Bestimmung der Cetanzahl nach DIN EN ISO 5165 (Prüfverfahren mit dem CFR-Motor) zu Unstimmigkeiten. Neuere Prüfverfahren werden vorgeschlagen (Fuel Injection Analyzer der Firma Fueltech AS in Trondheim, Norwegen, im Falle von Rapsöl).

## Anwendungen
Alte Dieselmotoren können mit Cetanzahlen ab 40 betrieben werden, moderne, schnelllaufende Dieselmotoren benötigen jedoch Cetanzahlen ab 50. Die Cetanzahl von Kraftstoffen im Markt liegt heute bereits zwischen 51 und 56. Motorenhersteller fordern eine generelle Erhöhung auf 58.
Winterdiesel hat tendenziell eine niedrigere Cetanzahl, da beim Winterdiesel wegen der notwendigen Kälteeigenschaften auf höhersiedende Komponenten teilweise verzichtet werden muss. 
Diverse Mineralölfirmen bieten Premium-Kraftstoffe mit erhöhten Cetanzahlen an.